# Třídomí
Třídomí (německy Dreihäuser) je zaniklá osada ve Slavkovském lese v okrese Sokolov v Karlovarském kraji. Rozprostírala se pod vrchem Krudum (839 m n. m.), v nadmořské výšce okolo 600 m, přibližně 4 km západně od Horního Slavkova.
Překladem z původního německého názvu vznikl ve 20. letech 20. století český název osady.
Na místě zaniklé osady byly postaveny v 60. letech 20. století chaty, které slouží k rekreačním účelům. Třídomí je součástí Horního Slavkova a v roce 2011 bylo v osadě přihlášeno k trvalému bydlení 14 obyvatel.
Třídomí je také název katastrálního území o rozloze 5,31 km².

## Historie

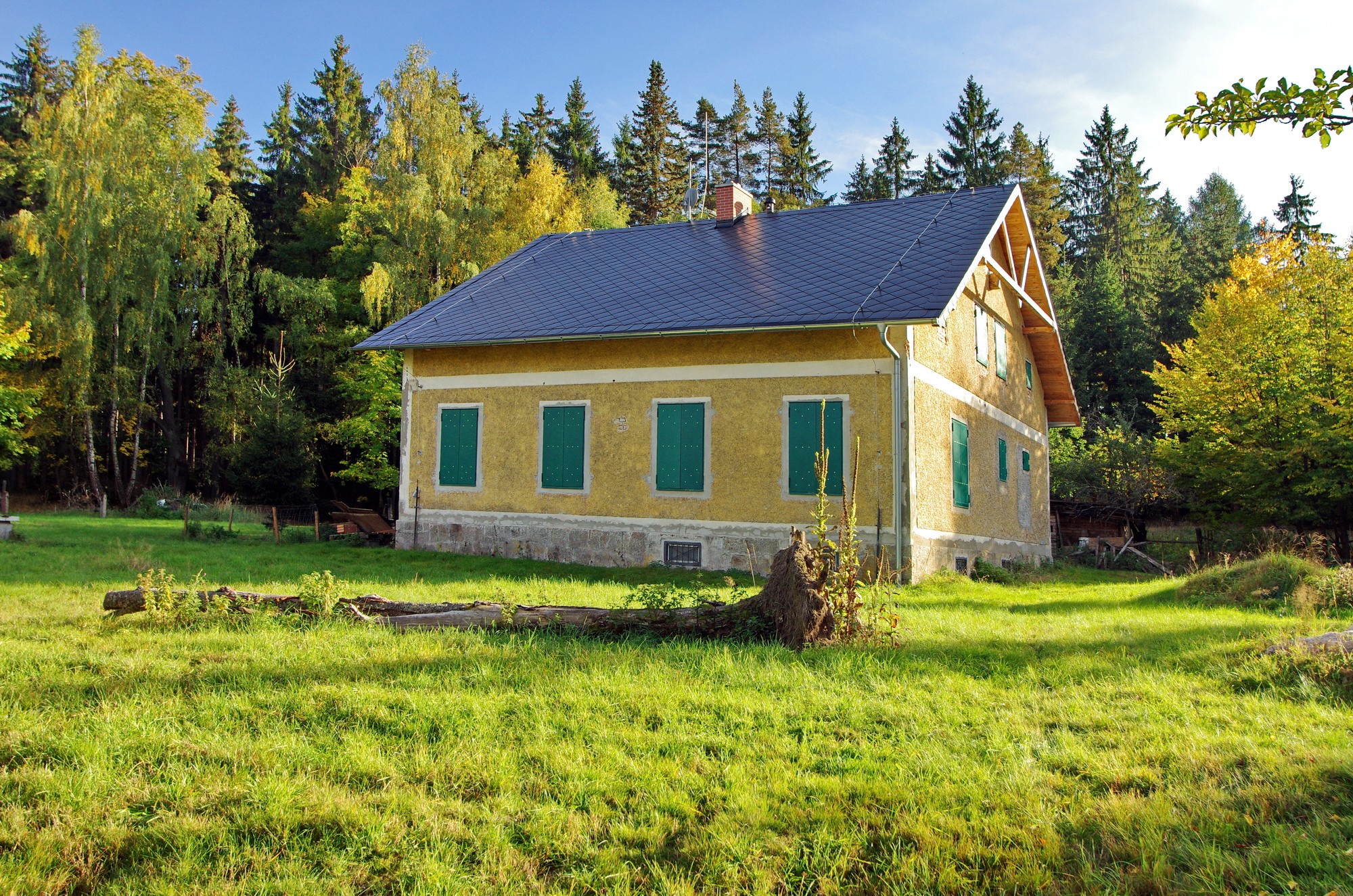
Dolní hájenka

Osada vznikla nejspíš v 17. století a je zakreslena v Müllerově mapě z roku 1720. Prvně zmiňována je v písemných pramenech v roce 1719, kdy patřila k loketskému panství. Od roku 1850 bylo Třídomí osadou obce Nadlesí.
Po skončení druhé světové války došlo k odsunu německého obyvatelstva a osada nebyla dosídlena. Místo nich přišla armáda do nově vzniklého Vojenského výcvikového prostoru Prameny.
Domy v opuštěné obci chátraly, většina jich byla armádou zničena. Po opuštění vojenského prostoru zde ještě v roce 1956 stály zbytky 20 domů, z nichž některé byly opravitelné. Zbytky staveb byly postupně rozebírány na stavební materiál pro nové rekreační objekty, které zde byly postaveny v 60. letech 20. století.
K osadě patřily dvě hájenky, tzv. Dolní a Horní hájenka. Horní hájenka zchátrala a v 80. letech 20. století byla zlikvidována, Dolní hájenka se zachovala dodnes (rok 2024) a je ve vlastnictví soukromé osoby.
Dominantou Třídomí, ukázkou lidové architektury, byl tzv. Kempfův dům (Kempfhaus). Byla to stavba s roubeným přízemím a hrázděným patrem. Dům byl postaven v 18. století a stržen kolem roku 1910.
Od poloviny 18. století stojí v Třídomí barokní kaplička neznámého zasvěcení. Ta se zachovala, i když slouží nevhodně jako předsíň vstupu do chaty.
Necelý kilometr severně od osady leží Evropsky významná lokalita Nadlesí. V katastrálním území Třídomí se nachází ruina znovuobjeveného kostela svatého Mikuláše pod Krudumem.

## Obyvatelstvo
Při sčítání lidu v roce 1921 zde žilo 109 obyvatel, všichni německé národnosti, kteří se hlásili k římskokatolické církvi.
| Rok            | 1869 | 1880 | 1890 | 1900 | 1910 | 1921 | 1930 | 1950 | 1961 | 1970 | 1980 | 1991 | 2001 | 2011 |
| -------------- | ---- | ---- | ---- | ---- | ---- | ---- | ---- | ---- | ---- | ---- | ---- | ---- | ---- | ---- |
| Počet obyvatel | 107  | 131  | 102  | 110  | 112  | 109  | 112  | –    | –    | –    | –    | –    | –    | 14   |
| Počet domů     | 21   | 24   | 24   | 24   | 25   | 24   | 26   | –    | –    | –    | –    | –    | –    | 4    |